# Carles Folguera
Carles Folguera Felip (Bell Lloch, Lérida, 18 de octubre de 1968) es un exportero de Hockey sobre patines español, pedagogo y el actual Director de La Masía del Fútbol Club Barcelona, cargo que ejerce desde el año 2002. Fue considerado el mejor portero de Hockey sobre patines de su momento y uno de los grandes porteros de la historia en este deporte, marcando un estilo propio y una nueva manera de defender la portería que ha perdurado. También introdujo el diseño en los guantes y en las guardas de los porteros que hasta entonces eran negros. Es hermano del también exjugador de hockey patines Albert Folguera.

## Trayectoria
Sus inicios fueron en las categorías inferiores del Club Patín Bell-lloc donde estuvo desde los 6 hasta 16 años, desde muy pronto se destacó y pasó al Lleida Llista Blava. En 1986, con 17 años, fichó por el Igualada Hoquei Club, club con el que ganó una gran cantidad de títulos, entre ellos 4 Ligas y 3 Copas de Europa. Esta brillante trayectoria la completó en el Fútbol Club Barcelona. En total ganó la impresionante cifra de 40 títulos a nivel de club. Compartió trayectoria con el jugador David Gabaldón, con quien jugó por 8 años en el Igualada y 8 en el Barça, retirándose ambos en el 2003. Carles Folguera también fue internacional en las categorías junior y sénior con la Selección de España, con quienes ganó el Campeonato del Mundo, una Copa de las Naciones y una medalla de plata olímpica.
Es licenciado en magisterio de Educación física por el Instituto Nacional de Educación Física de Cataluña y donde además realizó sus estudios de Pedagogía. En 2000 escribió un libro titulado "Portería a cero", un sistema de entrenamiento para la iniciación de los porteros de hockey patines, donde relata sus experiencias durante su exitosa carrera.
Desde el año 2002 es director de la La Masía, la residencia de los jóvenes de las categorías inferiores del Fútbol Club Barcelona. Como responsable de la educación de estos chicos, Folguera ayudó a Andrés Iniesta a integrarse a la academia y ha tratado con jugadores como Carles Puyol, Lionel Messi, Víctor Valdés, Pedro Rodríguez o Bojan Krkić.

## Clubes
| Club                  | País   | Periodo     |
| --------------------- | ------ | ----------- |
| Club Patí Bell-lloc   | España | 1974 - 1985 |
| Lleida Llista Blava   | España | 1985 - 1986 |
| Igualada Hoquei Club  | España | 1986 - 1995 |
| Fútbol Club Barcelona | España | 1995 - 2003 |

## Palmarés

### Campeonatos nacionales
| Título              | País   | Veces |
| ------------------- | ------ | ----- |
| Liga Española       | España | 11    |
| Copa del Rey        | España | 5     |
| Supercopa de España | España | 1     |
| Liga Catalana       | España | 11    |

### Campeonatos internacionales
| Título                    | Veces |
| ------------------------- | ----- |
| Copa de Europa            | 7     |
| Copa Continental          | 6     |
| Copa Intercontinental     | 1     |
| Copa Ibérica              | 3     |
| Campeonato del Mundo      | 1     |
| Copa de las Naciones      | 1     |
| Medalla de Plata Olímpica | 1     |